# Ntilla
Ntilla est un village du Cameroun situé dans l’arrondissement de Bamenda IIIe, dans le département de Mezam et dans la Région du Nord-Ouest.

## Population
Lors du recensement de 2005, on a dénombré 154 habitants dont 74 hommes et 80 femmes.